# المحكمة الجنائية الدولية
المحكمة الجنائية الدولية هي منظمة حكومية دولية ومحكمة دولية مقرها لاهاي، هولندا. وهي المحكمة الدولية الأولى والوحيدة الدائمة ذات الاختصاص القضائي لمحاكمة الأفراد على الجرائم الدولية المتمثلة في الإبادة الجماعية والجرائم ضد الإنسانية وجرائم الحرب وجرائم العدوان. تختلف المحكمة الجنائية الدولية عن محكمة العدل الدولية، وهي جهاز تابع للأمم المتحدة ينظر في النزاعات بين الدول، إلا أنها مستقلة عن الأمم المتحدة، من حيث الموظفين والتمويل، وقد تم وضع اتفاق بين المنظمتين يحكم طريقة تعاطيهما مع بعضهما من الناحية القانونية.
أُنشئت المحكمة الجنائية الدولية في عام 2002 بموجب نظام روما الأساسي متعدد الأطراف، ويعدها مؤيدوها خطوة كبيرة نحو تحقيق العدالة، وابتكارًا في القانون الدولي وحقوق الإنسان. ومع ذلك، فقد واجهت عددًا من الانتقادات. فقد رفضت بعض الحكومات الاعتراف باختصاص المحكمة، كما اتهمت جماعات مدنية أخرى المحكمة بالتحيز والمركزية الأوروبية والعنصرية. كما شكك آخرون في فعالية المحكمة كوسيلة لدعم القانون الدولي.
تعمل هذه المحكمة على إتمام الأجهزة القضائية الموجودة، فهي لا تستطيع أن تقوم بدورها القضائي ما لم تبد المحاكم الوطنية رغبتها أو كانت غير قادرة على التحقيق أو الادعاء ضد تلك القضايا، فهي بذلك تمثل المآل الأخير. فالمسؤولية الأولية تتجه إلى الدول نفسها، كما تقتصر قدرة المحكمة على النظر في الجرائم المرتكبة بعد 1 يوليو/تموز 2002، تاريخ إنشائها، عندما دخل قانون روما للمحكمة الجنائية الدولية حيز التنفيذ.
وهي منظمة دولية دائمة، تسعى إلى وضع حد للثقافة العالمية المتمثلة في الإفلات من العقوبة – وهي ثقافة قد يكون فيها تقديم شخص ما إلى العدالة لقتله شخصا واحدا أسهل من تقديمه لها لقتله مئة ألف شخص مثلاً، فالمحكمة الجنائية الدولية هي أول هيئة قضائية دولية تحظى بولاية عالمية، وبزمن غير محدد، لمحاكمة مجرمي الحرب ومرتكبي الفظائع بحق الإنسانية وجرائم إبادة الجنس البشري.
بلغ عدد الدول الموقعة على قانون إنشاء المحكمة 121 دولة حتى 1 يوليو 2012 «الذكرى السنوية العاشرة لتأسيس المحكمة»، فيما بلغت 125 دولة حتى أكتوبر 2024. وقد تعرضت المحكمة لانتقادات من عدد من الدول منها الصين والهند والولايات المتحدة وروسيا، وهي من الدول التي تمتنع عن التوقيع على ميثاق المحكمة.
وقد فتحت المحكمة الجنائية تحقيقات في أربع قضايا: أوغندا و‌جمهورية الكونغو الديمقراطية و‌جمهورية أفريقيا الوسطى و‌دارفور. كما أنها أصدرت 9 مذكرات اعتقال وتحتجز اثنين مشبه بهما ينتظران المحاكمة. وأصدرت المحكمة قرارًا تاريخيًا في 21 نوفمبر 2024، باصدارها مذكرتي اعتقال بحق بنيامين نتنياهو رئيس الوزراء الإسرائيلي ووزير الدفاع السابق يوآف غالانت ومذكرات اعتقال بحق محمد ضيف المسؤول العسكري لحماس.
يقع المقر الرئيس للمحكمة في هولندا لكنها قادرة على تنفيذ إجراءاتها في أي مكان. وقد يخلط البعض ما بين المحكمة الجنائية الدولية ومحكمة العدل الدولية والتي تدعى اختصاراً في بعض الأحيان المحكمة الدولية (وهي ذراع تابع للأمم المتحدة يهدف لحل النزاعات بين الدول)، لذلك لابد من التنويه إلى أنهما نظامان قضائيان منفصلان.
المدعي العام للمحكمة هو كريم أحمد خان حالياً، وسابقاً كانت المحامية الغامبية فاتو بنسودة.

## التاريخ

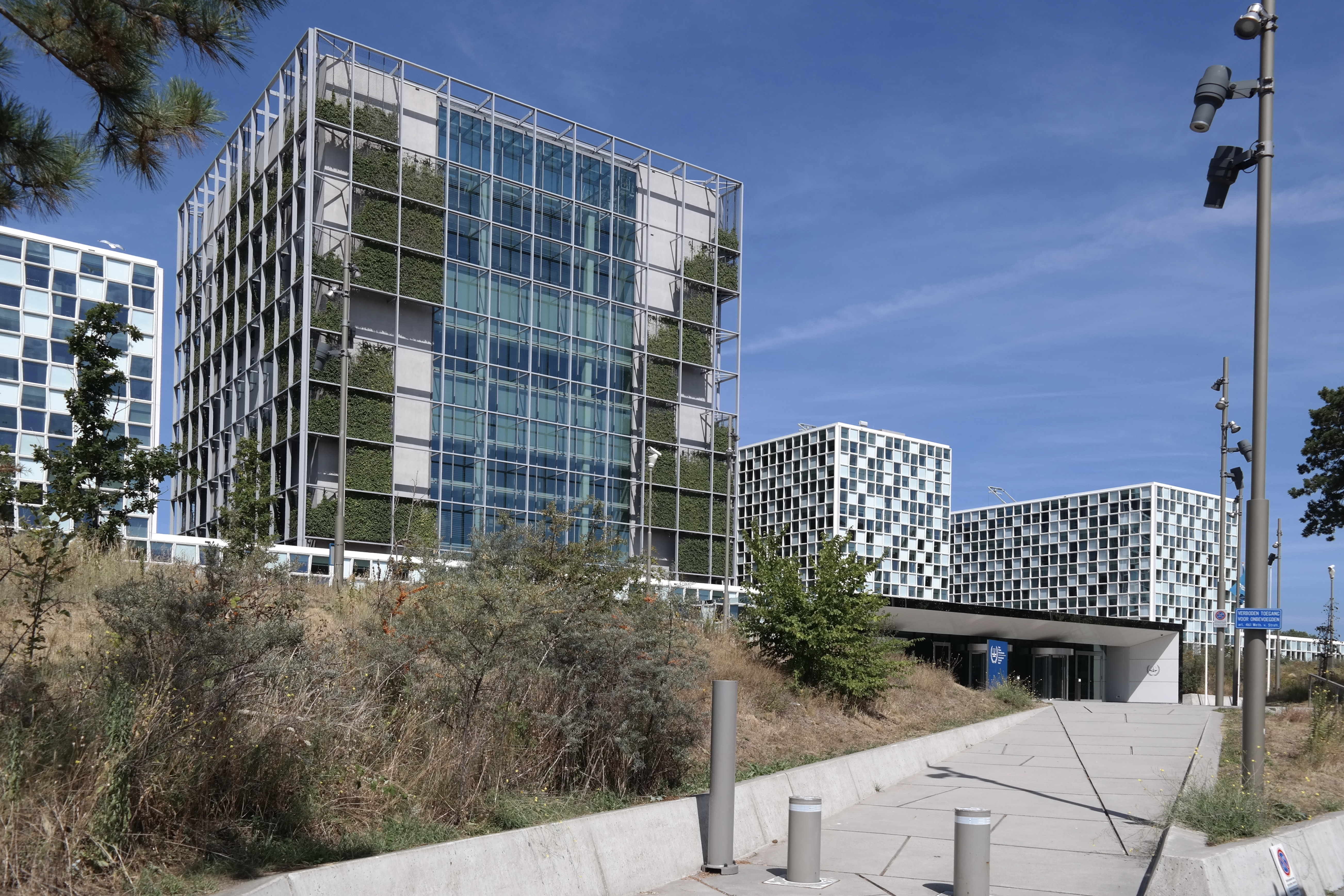
مقر المحكمة الجنائية الدولية في لاهاي، هولندا. انتقلت المحكمة إلى هذا المبنى في ديسمبر/كانون الأول 2015.

### تمهيد
اقتُرح إنشاء محكمة دولية لمحاكمة القادة السياسيين المتهمين بارتكاب جرائم دولية لأول مرة خلال مؤتمر باريس للسلام الذي عُقد في باريس عام 1919 في أعقاب الحرب العالمية الأولى من قبل لجنة المسؤوليات. طُرحت هذه القضية مرةً أخرى في مؤتمرٍ عُقد في جنيف تحت رعاية عصبة الأمم عام 1937، وأسفر عن إبرام أول اتفاقية تنصّ على إنشاء محكمة دولية دائمة لمحاكمة الإرهاب الدولي. وقّعت على الاتفاقية 13 دولة، ولكن لم تُصادق عليها أي دولة ولم تدخل الاتفاقية حيز التنفيذ أبدًا.
بعد الحرب العالمية الثانية، أنشأ الحلفاء محكمتين مختصّتين لمحاكمة قادة دول المحور المتهمين بارتكاب جرائم حرب. حاكمت محاكمات نورنبيرغ التي عقدت في نورنبرغ القادة الألمان، بينما حاكمت المحكمة العسكرية الدولية للشرق الأقصى التي عُقدت في طوكيو القادة اليابانيين. عام 1948، أقرّت الجمعية العامة للأمم المتحدة لأول مرة بالحاجة إلى محكمة دولية دائمة للتعامل مع الفظائع المماثلة لتلك التي خضعت للمحاكمة بعد الحرب العالمية الثانية. بناءً على طلب الجمعية العامة، صاغت لجنة القانون الدولي نظامين أساسيين بحلول أوائل الخمسينيات من القرن العشرين، لكنهما أُجّلا أثناء الحرب الباردة، ما جعل إنشاء محكمة جنائية دولية أمرًا غير واقعي سياسيًا.
أصبح بنيامين ب. فيرينكز محقق جرائم الحرب النازية بعد الحرب العالمية الثانية ورئيس المدّعين العامّين في محاكمات أينزاتسغروبن مدافعاً صريحاً عن إنشاء قانونٍ دولي ومحكمة جنائية دولية. ودعا في كتابه "تعريف العدوان الدولي: البحث عن السلام العالمي (1975)" إلى إنشاء مثل هذه المحكمة. ومن المؤيدين البارزين الآخرين روبرت كورت فويتزل، أستاذ القانون الدولي المولود في ألمانيا، والذي شارك في تحرير كتاب "نحو محكمة جنائية دولية قابلة للتطبيق" عام 1970، وأنشأ مؤسسة إنشاء محكمة جنائية دولية عام 1971.

### الاقتراح الرسمي والتأسيس
في يونيو 1989، أعاد رئيس وزراء ترينيداد وتوباغو، أ. ن. ر. روبنسون، إحياء فكرة إنشاء محكمة جنائية دولية دائمة من خلال اقتراح إنشاء محكمة لمعالجة تجارة المخدرات غير المشروعة. وردًا على ذلك اقتراحه، كلفت الجمعية العامة لجنة القانون الدولي بصياغة قانون جديد لإنشاء محكمة دائمة.
بينما بدأ العمل على المسودة، أنشأ مجلس الأمن التابع للأمم المتحدة محكمتين مخصصتين في أوائل التسعينيات: المحكمة الجنائية الدولية ليوغوسلافيا السابقة، التي أنشئت عام 1993 ردًا على الفظائع واسعة النطاق التي ارتكبتها القوات المسلحة خلال حروب يوغوسلافيا، والمحكمة الجنائية الدولية لرواندا، التي أنشئت عام 1994 في أعقاب الإبادة الجماعية في رواندا. وقد أبرز إنشاء هذه المحاكم للكثيرين الحاجة إلى محكمة جنائية دولية دائمة.
عام 1994، قدمت لجنة القانون الدولي مسودة النظام الأساسي النهائي للمحكمة الجنائية الدولية إلى الجمعية العامة وأوصت بعقد مؤتمر للتفاوض على معاهدة تعمل بمثابة النظام الأساسي للمحكمة.
ولدراسة القضايا الموضوعية الرئيسية في مشروع النظام الأساسي، أنشأت الجمعية العامة اللجنة المخصصة لإنشاء المحكمة الجنائية الدولية، التي اجتمعت مرتين في عام 1995. وبعد النظر في تقرير اللجنة، أنشأت الجمعية العامة اللجنة التحضيرية لإنشاء المحكمة الجنائية الدولية لإعداد مشروع نص موحد.
في الفترة من عام 1996 إلى عام 1998، انعقدت ست دورات للجنة التحضيرية في مقر الأمم المتحدة في نيويورك، حيث قدمت المنظمات غير الحكومية مساهماتها وحضرت اجتماعات تحت مظلة منظمة التحالف من أجل المحكمة الجنائية الدولية. وفي يناير/كانون الثاني 1998، عقد مكتب اللجنة التحضيرية ومنسقوها اجتماعاً بين الدورات في زوتفن في هولندا لتوحيد وإعادة هيكلة مشاريع المواد من الناحية الفنية وتحويلها إلى مشروع.
وأخيرا، عقدت الجمعية العامة مؤتمرا في روما في حزيران/يونيه 1998، بهدف وضع الصيغة النهائية للمعاهدة لتكون بمثابة النظام الأساسي للمحكمة. في 17 يوليو/تموز 1998، تم اعتماد نظام روما الأساسي للمحكمة الجنائية الدولية بأغلبية 120 صوتًا مقابل سبعة، وامتناع 21 دولة عن التصويت. الدول السبع التي صوتت ضد المعاهدة هي الصين، العراق، إسرائيل، ليبيا، قطر، الولايات المتحدة، اليمن.
وقد نبعت معارضة إسرائيل للمعاهدة بسبب إدراج "أعمال نقل السكان إلى الأراضي المحتلة" في قائمة جرائم الحرب، وهو بندٌ أضيف خلال مؤتمر روما بناءً على إصرار الدول العربية.
صوتت الجمعية العامة للأمم المتحدة في 9 كانون الأول/ديسمبر 1999 ومرة أخرى في 12 كانون الأول/ديسمبر 2000 لصالح تأييد المحكمة الجنائية الدولية.
وبعد 60 مصادقة، دخل نظام روما حيز التنفيذ في الأول من يوليو/تموز 2002، وأسست المحكمة الجنائية الدولية رسمياً.
وقد انتخبت جمعية الدول الأطراف أول هيئة من 18 قاضياً في فبراير/شباط 2003. وأقسموا اليمين في الجلسة الافتتاحية للمحكمة في 11 مارس/آذار 2003.
أصدرت المحكمة أول مذكرة توقيف في 8 يوليو 2005، وعقدت أولى جلسات ما قبل المحاكمة في عام 2006.
أصدرت المحكمة حكمها الأول عام 2012 بحق زعيم المتمردين الكونغولي توماس لوبانغا دييلو عندما وجدته مذنبًا بارتكاب جرائم حرب تتعلق بـ الاستغلال العسكري للأطفال. حكم على لوبانغا بالسجن لمدة 14 عامًا.
عام 2010، عقدت الدول الأطراف في نظام روما المؤتمر الاستعراضي الأول لنظام روما الأساسي للمحكمة الجنائية الدولية في كمبالا، أوغندا. وقد أفضى المؤتمر إلى اعتماد قرارين عُدّلت بموجبهما الجرائم التي تدخل ضمن اختصاص المحكمة. فقد عدل القرار رقم 5 المادة 8 بشأن جرائم الحرب، حيث جرّم استخدام أنواع معينة من الأسلحة في النزاعات غير الدولية التي كان استخدامها محظوراً بالفعل في النزاعات الدولية. أما القرار رقم 6، عملاً بالمادة 5(2) من النظام الأساسي، فقد قدم تعريفاً وإجراءات الاختصاص فيما يتعلق بجرائم العدوان.

## التنظيم
تُدار المحكمة الجنائية الدولية من قِبل جمعية الدول الأطراف، التي تتألف من الدول الأطراف في نظام روما الأساسي. وتنتخب الجمعية مسؤولي المحكمة، وتُقرّ ميزانيتها، وتعتمد تعديلات نظام روما الأساسي. تتكون المحكمة الجنائية الدولية من أربعة أجهزة رئيسية: الرئاسة، والأقسام القضائية، ومكتب المدعي العام، وقلم المحكمة.
- الرئيس هو القاضي الأقدم الذي يختاره القضاة الثمانية عشر في الدائرة القضائية.
- تتألف الدائرة القضائية من ثمانية عشر قاضياً وتنظر القضايا أمام المحكمة.
- مكتب المدعي العام يرأسه المدعي العام الذي يحقق في الجرائم ويبدأ الإجراءات الجنائية أمام الدائرة القضائية.
- يرأس قلم المحكمة المسجّل وهو مكلف بإدارة جميع الوظائف الإدارية للمحكمة الجنائية الدولية، بما في ذلك المقر الرئيسي ووحدة الاحتجاز ومكتب الدفاع العام.

توظف المحكمة الجنائية الدولية أكثر من 900 موظف من حوالي 100 دولة وتجري الإجراءات باللغتين الإنجليزية والفرنسية.

### الرئاسة

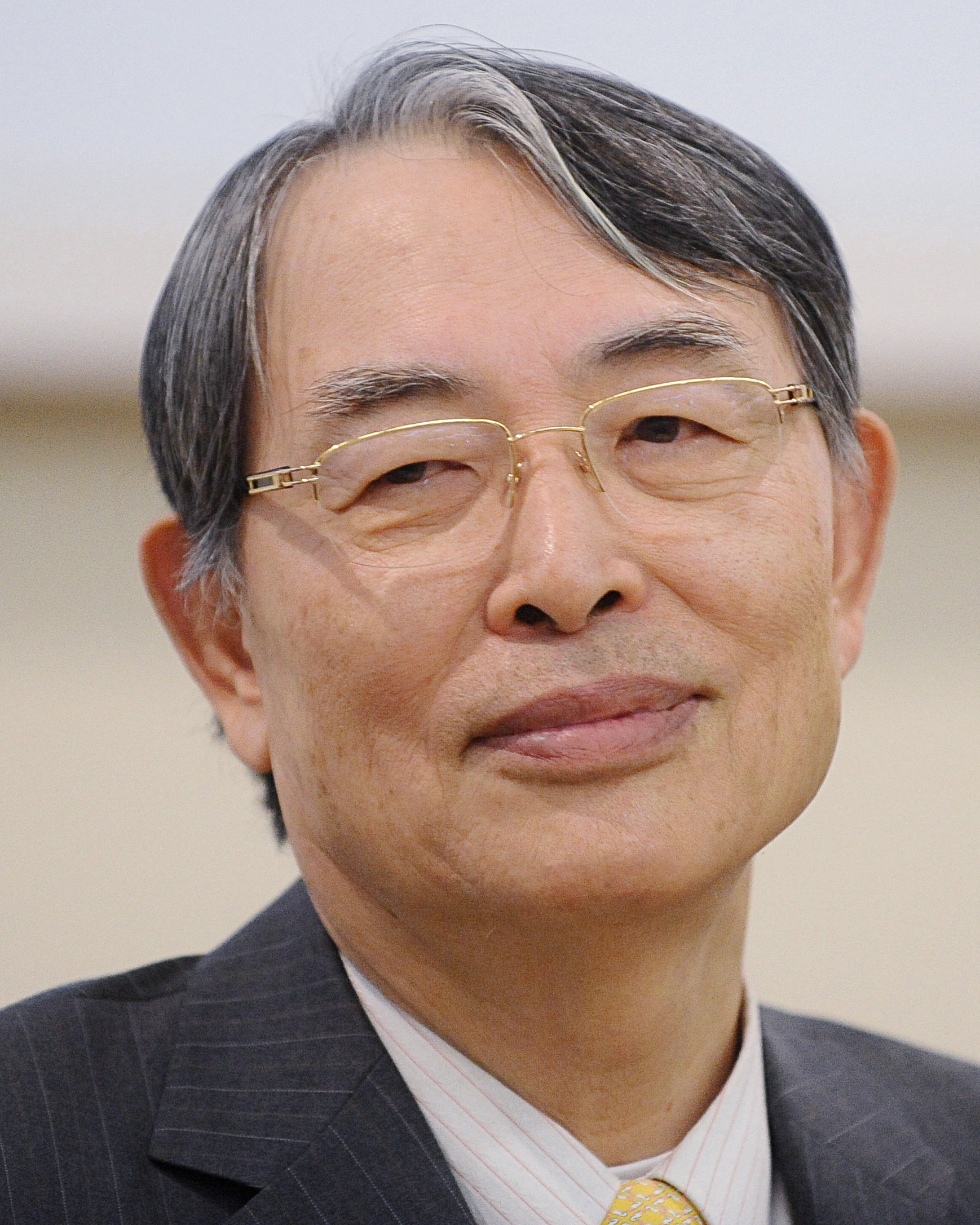
كان سونغ سانغ هيون رئيسًا للمحكمة من عام 2009 إلى عام 2015.

الرئاسة مسؤولة عن الإدارة السليمة للمحكمة (بصرف النظر عن مكتب المدعي العام). وتتكون من الرئيس ونائبيه الأول والثاني - ثلاثة قضاة من المحكمة يتم انتخابهم للرئاسة من قبل زملائهم القضاة لمدة أقصاها فترتين مدة كل منهما ثلاث سنوات.
اعتبارًا من مارس 2024، أصبحت توموكو أكاني من اليابان رئيسةً للمحكمة، وقد تولت منصبها في 11 مارس 2024، خلفًا لبيوتر هوفمانسكي. وستنتهي ولايتها الأولى في عام 2027.

### القسم القضائي
تتألف الدوائر القضائية من 18 قاضيًا في المحكمة، مُنظمين في ثلاث دوائر - الدائرة التمهيدية، والدائرة الابتدائية، ودائرة الاستئناف - والتي تُمارس الوظائف القضائية للمحكمة. يُنتخب القضاة في المحكمة من قِبَل جمعية الدول الأطراف. يخدمون لمدة تسع سنوات ولا يجوز إعادة انتخابهم عمومًا. يجب أن يكون جميع القضاة من مواطني الدول الأطراف في نظام روما الأساسي، ولا يجوز أن يكون قاضيان من مواطني نفس الدولة.: المادة 36  يجب أن يكونوا "أشخاصًا يتمتعون بشخصية أخلاقية عالية ونزاهة ونزاهة، وأن يمتلكوا المؤهلات المطلوبة في دولهم للتعيين في أعلى المناصب القضائية".: المادة 36 
يجوز للمدعي العام أو أي شخص يجري التحقيق معه أو محاكمته أن يطلب استبعاد قاضٍ من "أي قضية يمكن أن يكون نزاهته فيها موضع شك معقول لأي سبب".: المادة 41.  يُبت في أي طلب لاستبعاد قاضٍ من قضية معينة بأغلبية مطلقة من القضاة الآخرين.: المادة 41. يجوز عزل القضاة من مناصبهم إذا "ثبت ارتكابهم سوء سلوك جسيم أو إخلالاً خطيراً بواجباتهم" أو إذا كانوا غير قادرين على ممارسة وظائفهم.: المادة 46.  يتطلب عزل القاضي أغلبية ثلثي القضاة الآخرين وأغلبية ثلثي الدول الأطراف.: المادة 46 

## العمليات
بدأت المحكمة الجنائية الدولية عملياتها في 1 يوليو 2002، عند دخول نظام روما الأساسي حيز النفاذ، وهي معاهدة متعددة الأطراف تعمل كميثاق للمحكمة ووثيقة حاكمة لها. تصبح الدول التي تصبح طرفًا في نظام روما الأساسي أعضاءً في المحكمة الجنائية الدولية، وتعمل في جمعية الدول الأطراف، التي تدير المحكمة. اعتبارًا من يناير 2025، يوجد 125 دولة عضوًا في المحكمة الجنائية الدولية، وقد وقعت 29 دولة على نظام روما الأساسي ولكنها لم تصدق عليه (بما في ذلك أربع دول سحبت توقيعها) ولم توقع 41 دولة على نظام روما الأساسي ولم تصبح طرفًا فيه.
تهدف المحكمة الجنائية الدولية إلى أن تكون "محكمة الملاذ الأخير"، وهي تُكمل الأنظمة القضائية الوطنية القائمة ، ولا يجوز لها ممارسة ولايتها القضائية إلا عندما تكون المحاكم الوطنية غير راغبة أو غير قادرة على مقاضاة المجرمين. وتفتقر إلى الولاية القضائية الإقليمية العالمية، ولا يجوز لها التحقيق في الجرائم المرتكبة داخل الدول الأعضاء، أو الجرائم التي يرتكبها مواطنو الدول الأعضاء، أو الجرائم في الحالات التي يحيلها إليها مجلس الأمن التابع للأمم المتحدة.

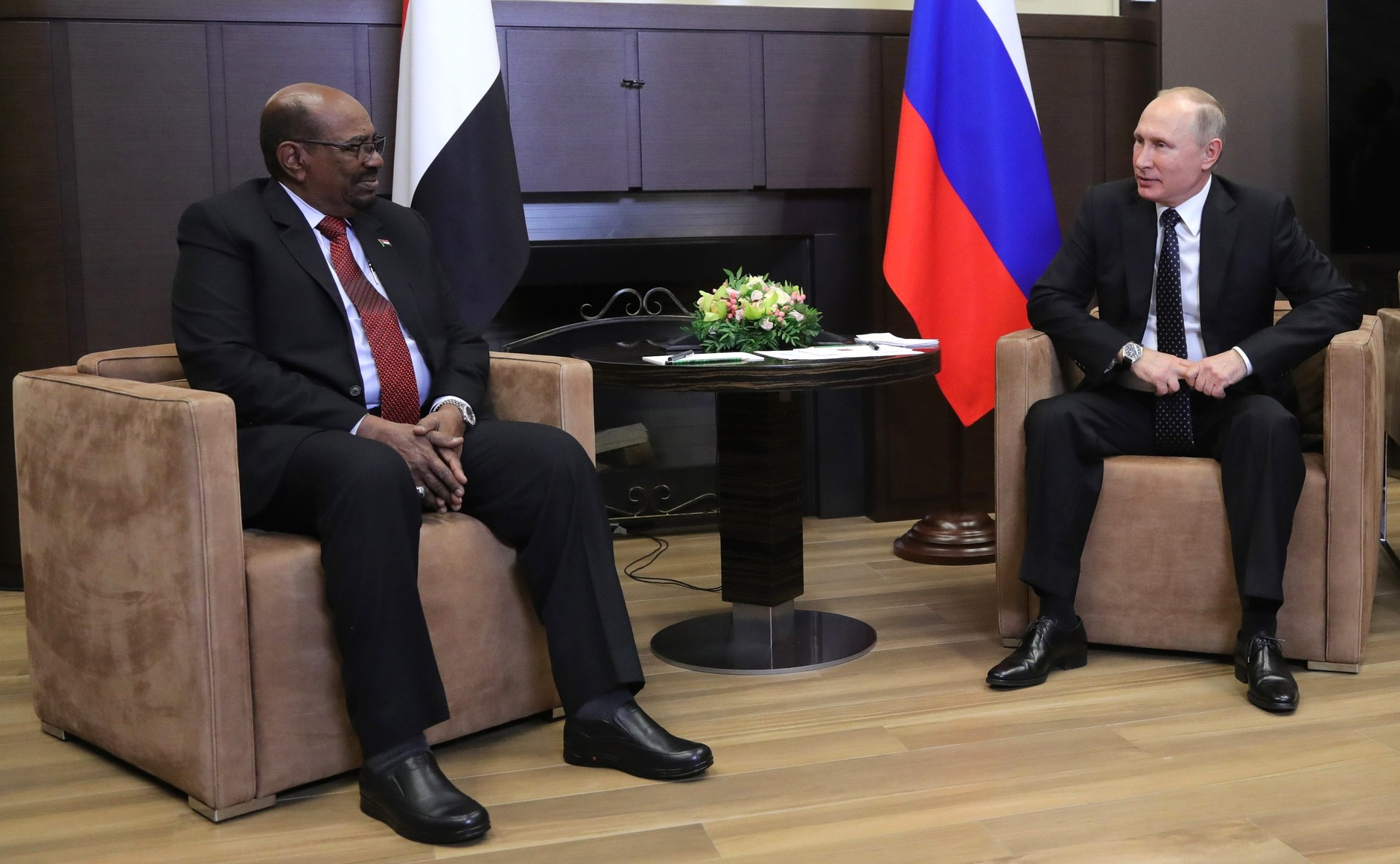
الرئيس السوداني عمر البشير والرئيس الروسي فلاديمير بوتين في نوفمبر 2017

## العضوية
صادقت على قانون المحكمة 125 دولة حتى أكتوبر 2024 تشمل غالبية أوروبا وأمريكا الجنوبية، ونصف أفريقيا، 34 دولة أخرى وقعت على القانون لكن لم تصادق عليه بعد. في عام 2002، سحبت دولتان توقيعهما على قانون المحكمة، وأشارتا إلى أنهما لا ترغبان بعد الآن بالعضوية وبذلك لم يعد هناك ما يحملهما على تنفيذ ما يترتب عليهما من التزامات تجاه المحكمة، الدولتان هما: أمريكا وإسرائيل.

## اختصاصات المحكمة

### الاختصاص الموضوعي
الجرائم التي تخضع لاختصاص المحكمة الجنائية الدولية هي:

#### الإبادة الجماعية
تعني بالتحديد أي فعل من الأفعال المحددة في نظام روما (مثل القتل أو التسبب بأذى شديد) ترتكب بقصد إهلاك
جماعة قومية أو أثنية أو عرقية أو دينية، بصفتها هذه، إهلاكا كليا أو جزئيا.

#### الجرائم ضد الإنسانية
تعني بالتحديد أي فعل من الأفعال المحظورة والمحددة في نظام روما متى ارتكبت في إطار هجوم واسع النطاق أو منهجي موجه ضد أية مجموعة من السكان المدنيين وتتضمن مثل هذه الأَفعال القتل العمد، والإبادة، والاغتصاب، والعبودية الجنسية، والإبعاد أو النقل القسري للسكان، وجريمةِ التفرقة العنصرية وغيرها.
الإبادة الجماعية والجرائم ضد الإنسانية عرضة للعقاب بصرف النظر عن ارتكابها وقت «السلامِ» أَو الحرب.

#### جرائم الحرب
تعني الخروقات الخطيرة لاتفاقيات جنيف 1949 وانتهاكات خطيرة أخرى لقوانين الحرب، متى ارتكبت على نطاق واسع في إطار نزاع مسلح دولي أو داخلي. إن إدراج النزاعاتِ الداخلية يتواءم مع القانونِ الدوليِ العرفي ويعكس الواقع بأنه في السَنوات إلـ 50 الماضية حدثت أكثر الانتهاكات خطورة لحقوق الإنسان داخل الدول ضمن النزاعاتِ الدولية.هناك غلط كبير في الحقائق.
إن الجرائم الثلاث الأولى معرفة بالتحديد في نظام روما الأساسي لتفادي أي غموض أو التباس.

#### جرائم العدوان
فيما يتعلق بهذه الجريمة فانه لم يتم تحديد مضمون وأركان جريمة العدوان في النظام الأساسي للمحكمة كباقي
الجرائم الأخرى. لذلك فان المحكمة الجنائية الدولية تمارس اختصاصها على هذه الجريمة وقتما يتم إقرار تعريف العدوان، والشروط اللازمة لممارسة المحكمة لهذا الاختصاص.

### الاختصاص الإقليمي
خلال مفاوضات نظام روما، حاولت الكثير من الدول جعل المحكمة ذات سلطة عالمية. لكن هذا الاقتراح فشل بسبب معارضة الولايات المتحدة. وتم التوصل إلى تفاهم يقضي بممارسة المحكمة لسلطتها فقط ضمن الظروف المحدودة التالية:
- إذا كان المتهم بارتكاب الجرم مواطنا لإحدى الدول الأعضاء (أو إذا قبلت دولة المتهم بمحاكمته).
- إذا وقع الجرم المزعوم في أراضي دولة عضو في المحكمة (أو إذا سمحت الدولة التي وقع الجرم على أراضيها للمحكمة بالنظر في القضية).
- أو إذا أحيلت القضية للمحكمة من قبل مجلس الأمن.

### الاختصاص الزماني
تستطيع المحكمة النظر فقط في القضايا المرتكبة في أو بعد 1 يوليو 2002. وبالنسبة للدول التي انضمت لاحقاً بعد هذا التاريخ، تقوم المحكمة آليا بممارسة سلطتها القضائية في هذه الدول بعد60يوم من تاريخ مصادقتها على الاتفاقية.

### الاختصاص التكميلي
الغرض من المحكمة أن تكون محكمة ملاذ أخير، فتحقق وتحاكم فقط في حالة فشل المحاكم الوطنية في القيام بذلك. المادة 17 من نظام روما الأساسي تنص على أن القضية ترفض في الحالات التالية:
- إذا كانت تجري التحقيق أو المقاضاة في الدعوى دولة لها اختصاص عليها، ما لم تكن الدولة حقا غير راغبة في الاضطلاع بالتحقيق أو المقاضاة أو غير قادرة على ذلك؛
- إذا كانت قد أجرت التحقيق في الدعوى دولة لها اختصاص عليها وقررت الدولة عدم مقاضاة الشخص المعني، ما لم يكن القرار ناتجا عن عدم رغبة الدولة أو عدم قدرتها حقا على المقاضاة؛
- إذا كان الشخص المعني قد سبق أن حوكم على السلوك موضوع الشكوى، ولا يكون من الجائز للمحكمة إجراء محاكمة طبقا للفقرة 3 من المادة 20؛
- إذا لم تكن الدعوى على درجة كافية من الخطورة تبرر اتخاذ المحكمة إجراء آخر.

الفقرة 3 من المادة 20، تنص على أن، الشخص الذي يكون قد حوكم أمام محكمة أخرى عن سلوك يكون محظورا أيضا بموجب المادة 6 أو المادة 7 أو المادة 8 لا يجوز محاكمته أمام المحكمة فيما يتعلق بنفس السلوك إلا إذا كانت الإجراءات في المحكمة الأخرى:
- قد اتخذت لغرض حماية الشخص المعني من المسؤولية الجنائية عن جرائم تدخل في اختصاص المحكمة؛
- أو لم تجر بصورة تتسم بالاستقلال أو النزاهة وفقا لأصول المحاكمات المعترف بها بموجب القانون الدولي، أو جرت، في هذه الظروف، على نحو لا يتسق مع النية إلى تقديم الشخص المعني للعدالة.

-كمالا تستطيع النظر (تطبيقاً لمبداء التكامل الذي تتص علية) لتجريم الأفعال دون النظر لوصف التجريم في القوانين الداخلية أو الوصف الذي يدخل في اختصاصها في حالة تمت المحاكمة على الفعل من قبل القضاء الوطني مسبقاً.
تيري بيري
يحتاج تقديم دعوه للمحكمة 100000 تصديق من أشخاص وقعت عليهم جرائم عنصريه أو ابادة جماعية أو اضطهاد عرقي أو مذهبي أو جرائم مشابهة.

## المعارضة والانتقادات

### المجر
في أبريل 2025، قام بنيامين نتنياهو بزيارة إلى المجر، الدولة الموقعة على نظام روما الأساسي للمحكمة الجنائية الدولية. خلال هذه الزيارة، أعلنت الحكومة المجرية، بقيادة فيكتور أوربان، عن نيتها الانسحاب من المحكمة الجنائية الدولية، مشيرة إلى مزاعم بالتحيز السياسي.

### العقوبات الأمريكية على قضاة المحكمة
في 5 يونيو/حزيران 2025، أدرجت وزارة الخارجية الأمريكية أربع قضاة هم سولومي بالونجي بوسا من أوغندا، ولوز ديل كارمن إيبانيز كارانزا من بيرو، ورين أديلايد صوفي ألابيني غانسو من بنين، وبيتي هوهلر من سلوفينيا، على قائمة العقوبات، وذلك وفقًا للأمر التنفيذي رقم 14203 الصادر عن الرئيس ترامب، والمتعلق بـ"فرض عقوبات على المحكمة الجنائية الدولية". واتهمت الوزارة أعضاء هيئة المحكمة الأربعة بمحاولة التحقيق مع مواطنين أمريكيين أو إسرائيليين أو اعتقالهم أو احتجازهم أو مقاضاتهم، دون موافقة الولايات المتحدة أو إسرائيل.

## مواضيع ذات صلة
- جرائم ضد الإنسانية
- جرائم الحرب
- الإبادة الجماعية
- لويس مورينو اوكامبو
- كارلا ديل بونتي

## وصلات خارجية
- الموقع الرسمي